# Szauna

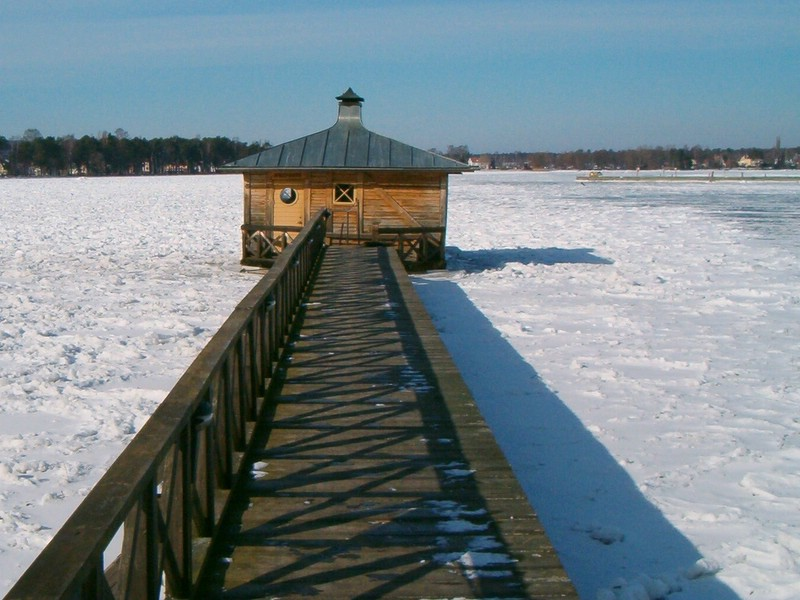
Egy bastu a Vättern tavon Karlsborg közelében

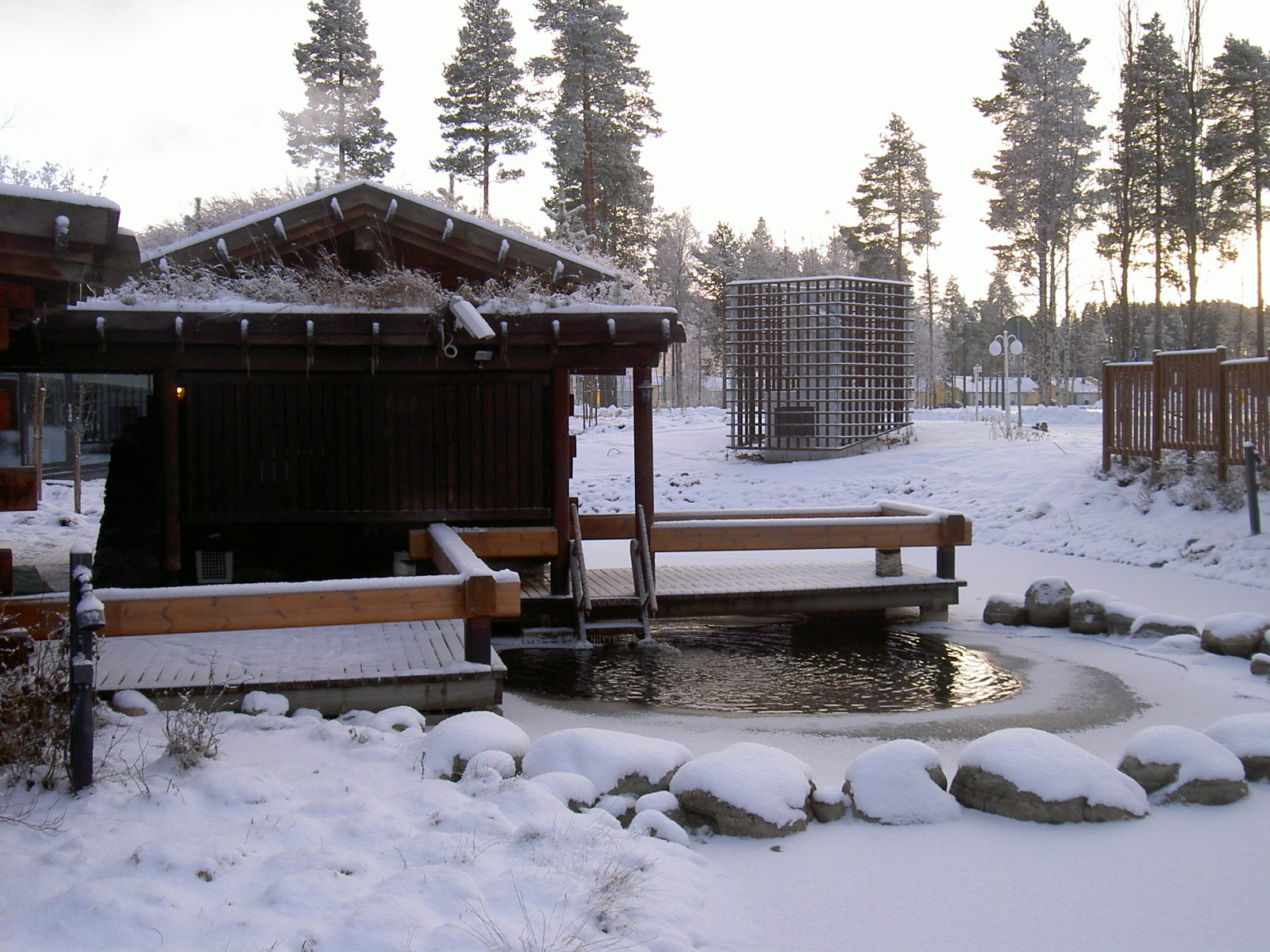
Egy füstszauna és lékfürdő egy élményfürdő-hotel komplexumban a finnországi Vuokatti térségben

A szauna olyan helyiség vagy külön kis faház, amelyet felfűtenek, hogy benne emberek izzadhassanak kikapcsolódás céljából. Legtöbbször – de nem feltétlenül – a forró kövekre öntött víz által történő vízgőzképzés, és a mosakodás is hozzátartozik.
A szauna története több ezer éves múltra tekint vissza, elsősorban az északi népeknél. Különféle népcsoportoknál különféle fajtái alakultak ki a történelem során. Ezért a szauna fogalmának definíciója nem lehet egyértelmű, és – különösen a szaunázós népeknél – különféle köztes megoldások is kialakultak. Az alábbiakban, amennyiben nincs külön jelezve, a legismertebb formáról, a finn szaunáról esik szó.
A szauna nagyon hasonlít a gőzfürdőhöz is, ld. a Gőzfürdő és szauna szakaszt.
Tampere, Finnország harmadik legnagyobb városa hivatalosan "a világ szaunafõvárosa" lett.

## Története

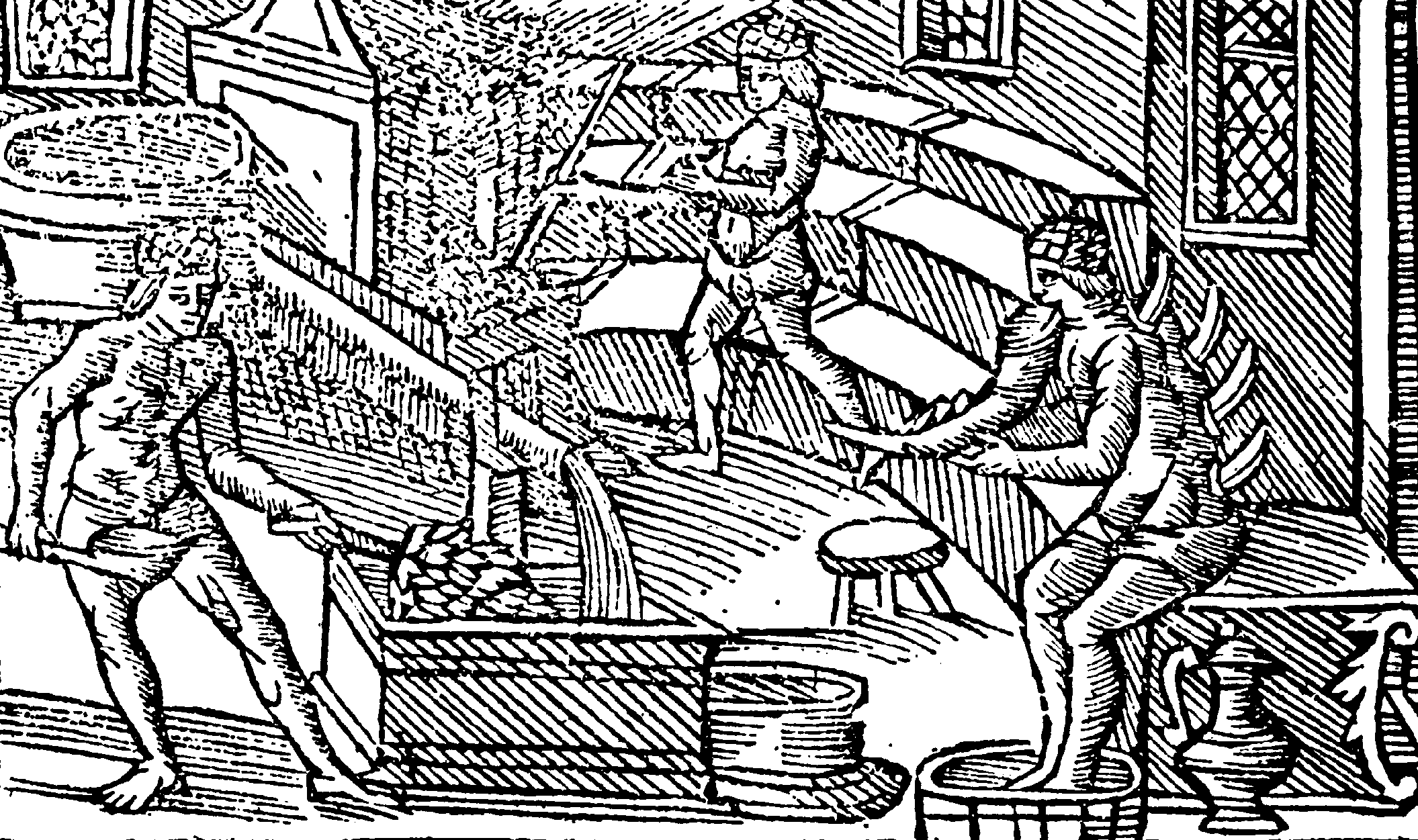
Szauna Ur Olaus
Magnus: Historia de gentibus septentrionalibus, („Historia om de nordiska folken”) („Az északi népek története.”) c. könyvéből (1555)

A szaunát az északi népek feltehetően kétezer éve ismerik, bár az első írásos említések csak kb. ezer évre nyúlnak vissza. Eredetileg mosakodásra, fürdésre használatos helyiség volt, de mivel itt tiszta víz és általában tisztaság volt, szülésekhez és betegek gyógyulásához is használták. Az idősebb finn emberek még ma is elmondhatják magukról, hogy ők szaunában születtek.
Első megjelenésének időpontját azért nehéz meghatározni, mert a definíció nem egyértelmű, és a szaunáknak számos átmeneti formája is létezik. Elég egy forró helyiség, vagy a forró kövek és a gőzképzés is alapvető? Ha csak az utóbbit fogadjuk el, akkor a jelenleg használatos szaunák közül is sok kiesik a kategóriából.
A vándorló, északi nomádoknak már voltak primitív szaunáik. A földbe gödröt ástak, ebbe tüzet raktak és felülről befedték, hogy egy fürdésre alkalmas, meleg helyet készítsenek. A tűz valószínűleg nyitott volt, és a fürdőzőknek várniuk kellett, amíg a tűz kialszik, vagy már csak parázslik, mielőtt használni kezdték a szaunát. Az indiánok inipije nagyon hasonló ehhez.
A finn „szauna” szó igen ősi, amelynek nincs ismert etimológiai előzménye, feltehetőleg mindig is az előbb leírt gödör-fürdő megnevezésére szolgált. Ez a forró szoba később füstszaunává fejlődött, amely az északi szaunák leghagyományosabb formája.

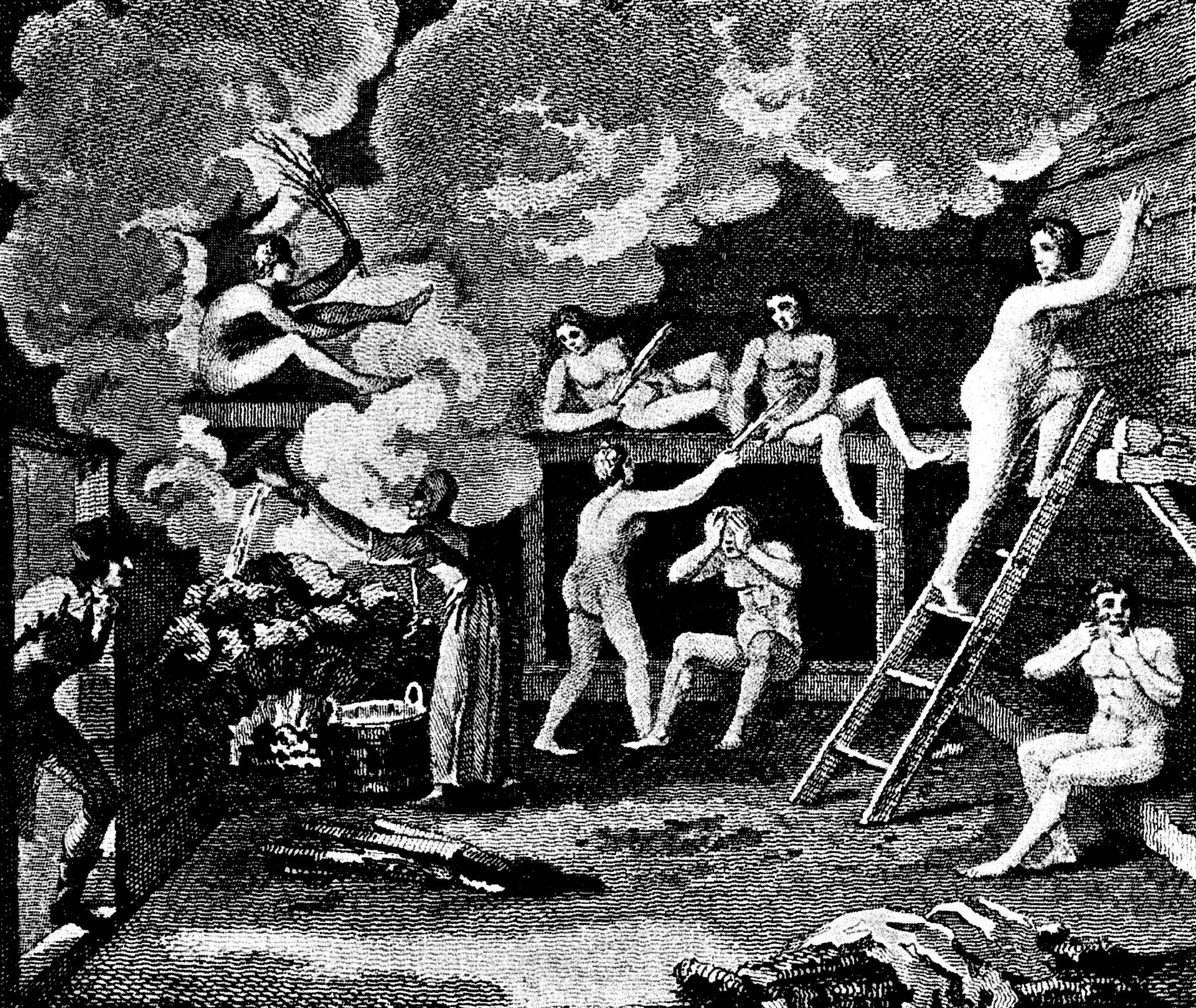
Egy szauna Acertis: „Travels” c. könyvéből, (1802)

Az 1600-as évekből származó leírások szerint a skandináv országokban járó idegent „bevezették a 90-100 Celsius-fokra felfűtött helyiségbe, és a legnagyobb tisztelet és megbecsülés jeléül megengedték, hogy pucérra vetkőzzön, sőt, azt is megígérték neki, hogy hamarosan nyírfavesszővel jól megcsapkodják. A nagy kegyben részesülő ilyenkor rendszerint menekülésre fogta, valami olyasmit mormogva a foga között, hogy nem szeretne részesülni ebből a különös pokolbéli vendéglátásból.” Európa más részein  nagyon sok időnek kellett eltelnie ahhoz, hogy rájöjjenek, mit hagynak ki.
A szauna régen egy többfunkciós helyiség volt. Nem csak mosakodtak benne, hanem húst szárítottak, és más hasonló mezőgazdasági tevékenységeket is végeztek itt. A gyógyítás helyszíne is volt: nem csak természetgyógyászati eszközként használták, hanem az orvos, a kuruzsló is itt gyógyított. A kuruzsló esetében a sötét szauna hozzájárult a misztikus hangulat kialakításához. Így a szauna rituális helyszín is volt, szentivánéjkor (juhannuspäivä) a finn szokás szerint az eladósorban lévő lányok kelendőségét speciális szaunázással „növelték”; a nyárfa és más növények illatában egy öreg anyó varázslatokat mondogatott.

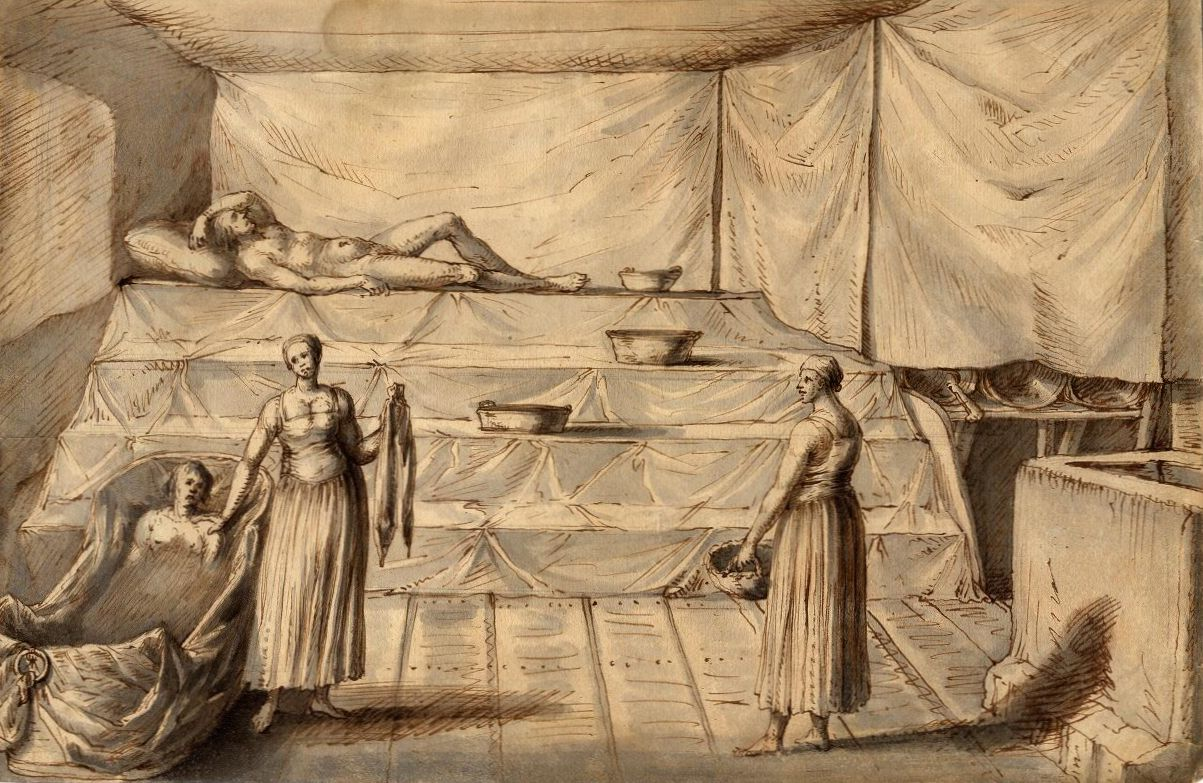
Svéd bastu Ur Lorenzo Magalottis svéd útinaplójából (1674, firenzei kézirat)

A 20. század elejéig a füstszauna volt az egyetlen szaunafajta. Hátránya az, hogy a befűtéshez sok idő kell, a tisztán tartása nehéz és tűzveszélyesebb is. A 20. század folyamán az iparosodással a városokban már közszaunák jelentek meg, amelyek már kéményesek voltak. Miután ezt az emberek megkedvelték, már a mökkikben (általában tóparti, hétvégi- és nyaraló házacska) is ilyet építettek. Legtöbb esetben egyszerűen egy újat építettek a füstszaunák mellé. A füstszaunák egy ideig még megmaradtak, aztán, ha nagyon nem használták és elrohadtak, lebontották őket. Néhány helyen így is fennmaradtak a szegénység, vagy a hagyomány miatt. A modern kéményes szauna és a füstszauna közötti átmeneti forma volt az olyan kéményes szauna, ahol a kémény nem külön volt, a füst a köveken át távozott a kéménybe. Ez a megoldás a füstszauna hátrányaiból sokat nem oldott meg: ugyanúgy csak a tűz kialvása után lehetett szaunázni. A kémény külön bevezetése az 1930-as években jelent meg.

## Szaunázási szokások

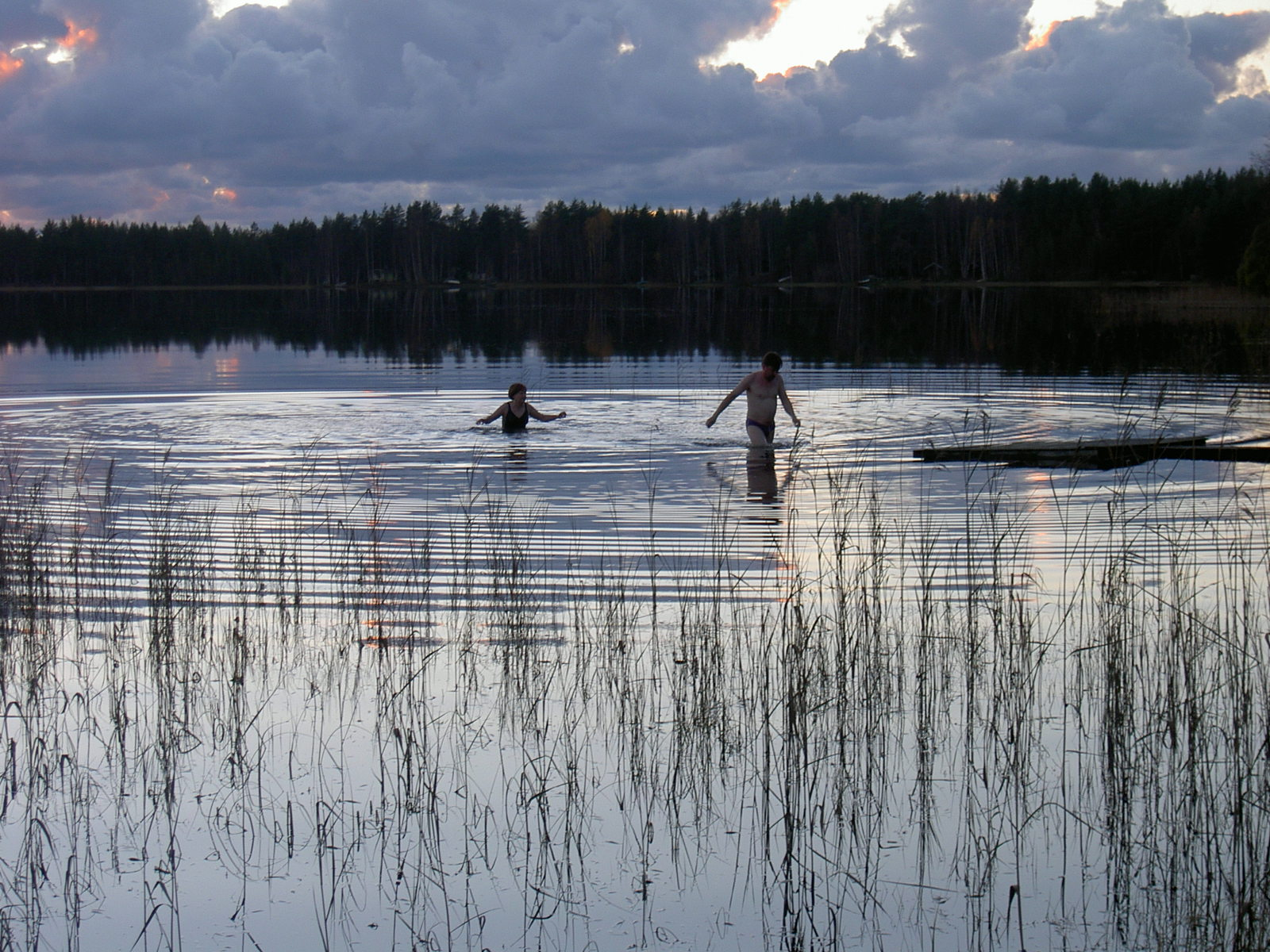
Egy finn házaspár fürdőzése szauna után egy tóparti hétvégi nyaralóban (mökki) Oulu közelében

A szauna elsősorban télen kellemes, de a finnek nyáron is használják. Számukra a hagyományos belföldi vakáció az, hogy kimennek a mökkibe, horgásznak, kirándulnak, grilleznek, és természetesen szaunáznak is. Finnországban a különböző munkahelyeken is találhatóak szaunák, melyek különböző megbeszélések, partik tartozékai is egyben. A közös szaunázás hozzátartozik a finn szocializációhoz, a nemzeti identitás része. A nyilvános, vagy ilyen közösségi szaunázáskor többnyire külön férfi és női szaunák vannak, vagy ha nincsenek, akkor általában először a hölgyek szaunáznak, aztán a férfiak. A szauna „szent” hely, ahol rendszerint nyugodt beszélgetés folyik, és az emberek elfelejtik különböző pozícióikat. A szaunában illetlenség ruhát hordani, azaz a fürdőkben a fürdőruhát is le kell venni.
Egy üzleti tárgyalás után a szaunába való meghívás megszokott, a tárgyalások pozitív alakulását jelzi. Ennek visszautasítása ellenkező jelzésként értelmezhető. A vendégek meghívása magánlakásokban is a tisztelet jele, amelyet még nehezebb elutasítani, bár a finnek ilyen esetben sem sértődnek meg (legalábbis aligha mutatják ki).
A nemzetközi szokások a skandináv szokásoktól eltérnek. A skandináv szokások körülbelül ugyanazok, mint a bemutatott finn szokások. A német területeken a nyilvános szaunákban kötelező a meztelenség és a hideg vizes zuhanyzás. A szaunák koedukáltak és inkább az egészség, mint a társalgás színterei.  Nagy-Britanniában és Franciaországban viszont a meztelenség tiltott. A jakuzzi és a szauna használata szokásos. Magyarországon a nyilvános szaunák manapság általában a fürdők részei, koedukált szaunák sűrűn előfordulnak, viszont fürdőruha általában használatos. Japánban is szeparált szaunák vannak, ugyanakkor a meztelenség a szaunaetikett része.
Minden országban jellemző, hogy a szauna a magánházakban is terjedőben van, mert az emberek egyre inkább megengedhetik maguknak. Így otthon mindenki olyan szokásokat vehet fel, ami neki tetszik.
Használatakor érdemes elég időt szánni magára a szaunázásra, és az azt követő pihenésre is. Egy nyugodt, alapos szaunázás körülbelül 3-4 fordulóból áll, és nagyjából másfél óráig tart. Legelőször ajánlatos lezuhanyoznunk, hogy eltávolítsuk bőrünkről a szennyeződést (izzadság, krém, dezodornyomok). A törülközés azért lehet fontos, mert a test felszínén levő víz akadályozza az újabb izzadást, és párolgást.
Az ajánlott hőmérséklet: 70-90 °C körül van, de vannak, akik akár a 130 °C-os meleget is élvezik. A jobb szaunákban több szinten vannak padok. Az alacsonyabb padokon alacsonyabb a hőmérséklet, míg legfelül nagyon meleg lehet. Így kicsit válogathatunk a hőmérsékletet illetően. A kövekre locsolt vízből fejlődő forró gőz, a löyly (ejtsd löülü) hatása, hogy sokkal melegebbnek érezzük a levegőt, miközben annak hőmérséklete ugyanaz. Tehát így a hőmérsékletérzetet növelhetjük, és igazából így kezdünk el izzadni. A szaunázást még kellemesebbé teszik a dézsa vizébe kevert illatos olajok (például fenyő, eukaliptusz, mentol; l. még aromaterápia).
Amikor túl melegnek érezzük a levegőt, nem bírjuk már tovább, akkor érdemes kimenni, és lehűteni magunkat. Ez körülbelül 10-15 perc múlva bekövetkezik a megfelelő hőmérsékleten és a megfelelő gőzöltetés mellett. A lehűtés a szabad levegőn sétával vagy fekvéssel kezdődik, majd lehet hideg vízzel történő zuhanyzás, hideg medencébe való merülés, extrémebb esetben – télen és elsősorban vidéken – jégkútban való merülés, vagy – északon – lékben fürdés. Ha merülésre nincs lehetőségünk, vagy nem szeretnénk, akkor elég csupán kiállni a hideg levegőre. Téves az a feltételezés, hogy a forró szauna után rögtön jéghideg merülőfürdőt kell venni, ez a hirtelen összehúzódó erek miatt nagyon megterhelő a szervezet számára, szélsőséges esetben infarktushoz is vezethet. A hűtőzködést a lábfejek melegvizes áztatása követi mellyel helyreállítjuk a vérkeringést. A szaunába szárazra törölközve kell visszatérni, hogy a bőrön maradt párolgó, hűtő hatású víz ne hátráltassa az izzadás megkezdését.
Közben igyunk minél több folyadékot, igény szerint, az izzadság pótlására. Az alkoholos italok az egészséges hatásokat lerontják, és lehet, hogy alkalmazásukkal kevésbé bírjuk a szaunát (bár a finnek rendszeresen söröznek szaunázás közben). Töményebb ital fogyasztása valószínűleg túl megterhelő, és semmiképpen sem egészséges. A finnek a sör mellett sokszor a finn sült krinolint, a makkará-t fogyasztják ilyenkor amit van, hogy a szaunában sütnek meg a köveken.
A szauna után érdemes rendesen megmosakodni, hajat mosni. Ajánlatos rendesen felöltözni, mert a megfázás veszélye ilyenkor nagyobb.

## A szaunázás típusai
A szauna hatása erősen eltérő lehet attól függően, hogy milyen típusát választja valaki a szaunázásnak. Minden ember oly módon választhatja meg a szaunázás típusát, hogy milyen hatást szeretne elérni, relaxálni, regenerálódni szeretne, vagy felfrissülni, esetleg edzés előtt az izmokat átmelegíteni. A szaunázás típusát annak alapján érdemes meghatározni, hogy utána milyen tevékenységet szeretnénk végezni. Egy meglehetősen erőteljes szellemi vagy fizikai igénybevétel előtt nem érdemes nyugtató szaunázási típust választani, valamint pihenési időszak előtt nem tesz jót az irritáló szaunázás, ami alapvetően élénkítő hatású.

### Irritáló szaunázás
Ennek a szaunázási típusnak erőteljes élénkítő hatása van, ingerlő szaunázásnak is hívják. Általában akkor esik a választás az irritáló szaunázásra, ha ezt egy megterhelő feladat követi, szellemi munka vagy sporttevékenység. Az irritáló szaunázás folyamán csak egyszer szabad bemenni a szauna hevítő helyiségébe, majd utána következik a zuhany, vagy az intenzív hűtés medencében. Sportolók gyakran választják ezt a szaunázási típust az izmok átmelegítéséhez, ebben az esetben a zuhanyzást rövidre kell fogni, a medencében való intenzív hűtés nem javasolt.

### Tonizáló szaunázás
A tonizáló szaunázás hatékonyságában kicsit hasonlít az irritáló szaunázásra, azt kell kétszer megismételni. A váltakozást a hevítő és a hűtő helyiségben csak kétszer kell megtenni, így lesz serkentő hatású, ám ennek a szaunázási típusnak a végén érdemes kis időt pihenésre szánni. A tonizáló szaunázás egyszerre frissít és ellazít, ezért egy kis ideig tartó pihenés vagy szundikálás után erőteljes frissességet fog érezni a szaunázó. Egyes országokban, például Finnországban a gyerekek számára az óvodákban biztosítják a tonizáló szaunázást a napközbeni pihenés előtt, mivel így a gyerekek könnyebben pihennek és utána ugyanolyan energikusak, mint a délelőtt folyamán.

### Relaxáló szaunázás
A relaxáló szaunázás a leginkább elterjedt, mivel ez nagy fokú ellazulást és regenerálódást eredményez. Általában a napi fárasztó munka után szokták alkalmazni legtöbbször. Relaxáló szaunázás során a hevítés és a hűtés szakaszait háromszor egymás után ismétlik, majd a szaunázás levezetéseként az utolsó hűtési folyamat után pihennek egy-két órát. Ez nagyon jó ellazulást eredményez, mindenkinek ajánlott, akik erős fizikai vagy szellemi leterheltségnek vannak kitéve. A relaxáló szaunázás kellemes és természetes eltompulást okoz, ami után regenerálódási folyamatok indulnak el a szervezetben. Egyes betegségek esetén is szokták javasolni kiegészítő kezelésként, éppen a regeneráló hatékonysága miatt. A megfelelő hatás elérése érdekében a relaxáló szaunázás megkezdése előtt is érdemes fél órát nyugalomban eltölteni, ellenkező esetben a szauna hevítő helyiségében ingerlékennyé válhat az ember.

### Exhausztív szaunázás
Az exhausztív (=kimerítő) szaunázási módszer a hevítés és hűtés szakaszainak többszöri, négy-ötszöri ismétlését jelenti. Elsősorban azok számára ajánlott, akik alvászavarral küzdenek, mivel ezután hosszú alvás szokott kezdődni. Az exhausztív szaunázás után ólmos fáradtság lesz úrrá az emberen, ezért ezután igen megerőltető a szervezet számára bármilyen tevékenység.

### Nem szabályszerű szaunázás
Amikor valaki ötnél többször ismétli a szaunázás szakaszait a hevítő és hűsítő helyiségben, az már nem szabályszerű és nem is ajánlatos, egyes esetekben akár veszélyes is lehet. A szauna túlságosan intenzív hatással van a szervezetre ahhoz, hogy nem szabályszerűen használja bárki is, amennyiben mégis valaki úgy érzi, hogy többszöri ismétlésre van szüksége, azt kizárólag felügyelet mellett teheti meg. Ilyen esetekben ügyelni kell a folyadék és ásványi anyagok pótlására, amennyiben ezt valaki elmulasztja megtenni, akkor a szaunázással esetleg pont ellentétes hatást ér el, nem lesz eredményes, és a szervezet képtelenné válik a regenerálódásra, esetleg még hiánybetegségek is felléphetnek, ha rendszeresen előfordul a nem szabályszerű szaunázás.

## Szaunában használt eszközök

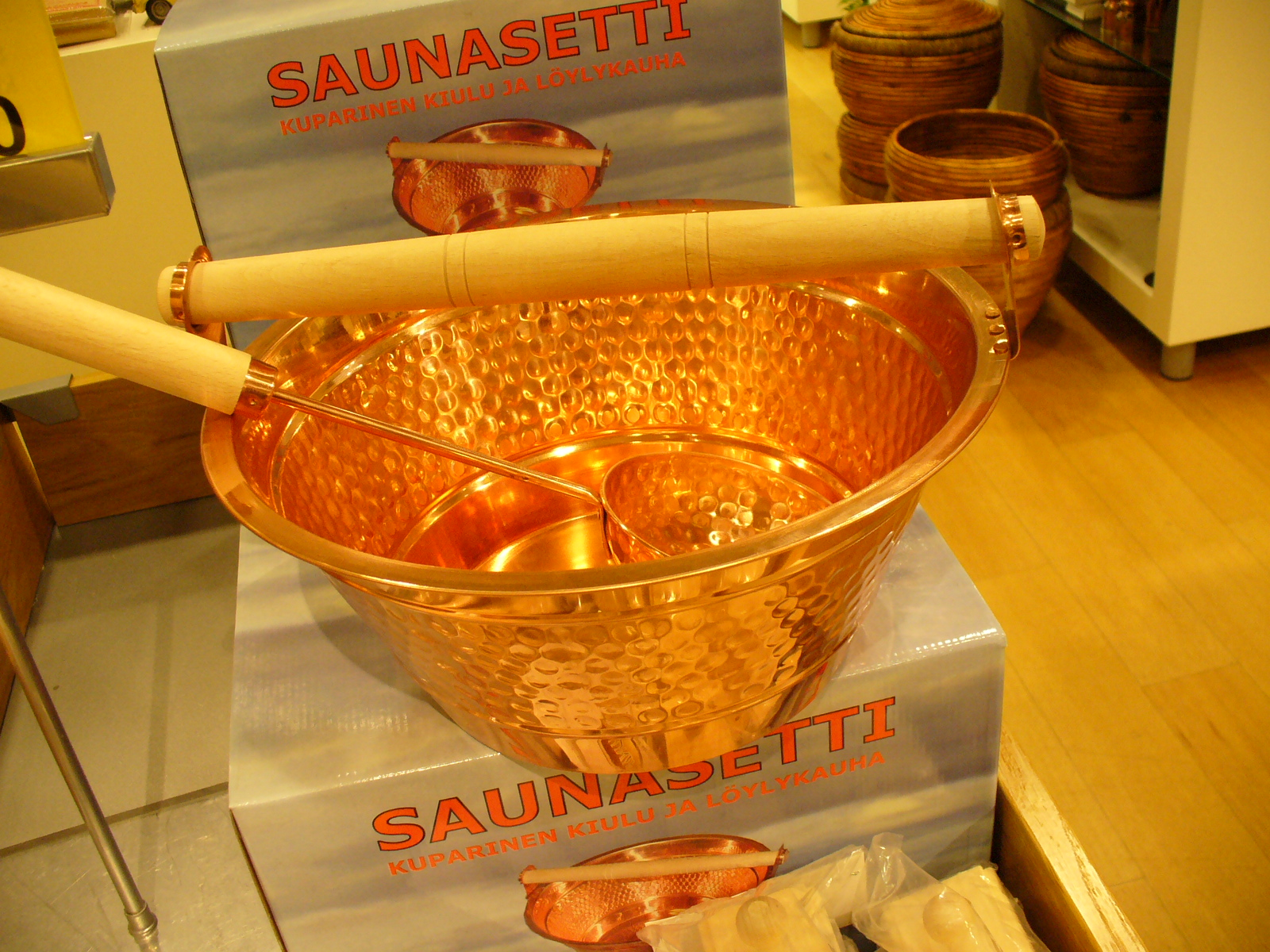
Igényes réz dézsa és réz öntőkanál

A szaunázáshoz számos eszköz kapcsolható, egy részük hagyományból, mások az élmény fokozása, a szaunázás egészségesebbé tétele miatt, illetve technikai szükségszerűségből.
Az egyik legfontosabb eszköz a kályha. A kályha lehet fafűtéses, elektromos, vagy – a szauna egy modern változatában – infra. A finnek a fafűtéses kályhát nevezik az „igazinak”, a fa égésekor keletkező gőz és illat miatt. A fafűtéses szauna ezért egy kicsit hangulatosabb. A villamos fűtésű kályhák kényelmesek, tiszták, a biztonságtechnikára azonban ügyelni kell (ide vonatkozó érintésvédelmi szabvány: MSZ HD 60364-7-703:2006 7-703. rész: Különleges berendezésekre vagy helyiségekre vonatkozó követelmények. Szaunafűtő berendezést tartalmazó helyiségek és fülkék (IEC 60364-7-703:2004)). Nagyon fontos, hogy a kályha (és a világítás) elektromos bekötése is érintésvédelmileg biztonságos legyen. (A szaunába pl. nem építhető be konnektor.)
A kályhára köveket szokás helyezni. A kövek egyrészt a meleget tárolják, így a kályha kikapcsolása, a tűz kialvása után is még jó ideig melegen tartják a szaunát, másrészt a gőzképződéshez szükséges felületet is biztosítják: felszívják a víz egy részét, nedvesek maradnak, így a kályhára öntött vízből gyakorlatilag semmi nem folyik le a padlóra, illetve fokozatosan párolog el. A kövek továbbá „audiovizuálisan” is hozzájárulnak a szaunázás hangulatához: a szép köveket jó nézni, az elpárolgó víz sistergése pedig kellemes hangulatot áraszt. Az igazán jó löyly [löülü] kialakításához egy elektromos szaunában annyi kőre van szükség, hogy a víz ne menjen a fűtőcsövekre, ugyanis az azokon képződött gőznek nem olyan jó az illata. A gáz- vagy olajfűtéses szaunák még egy rossz elektromos kályhánál is rosszabbak, főként kellemetlen szaguk miatt.

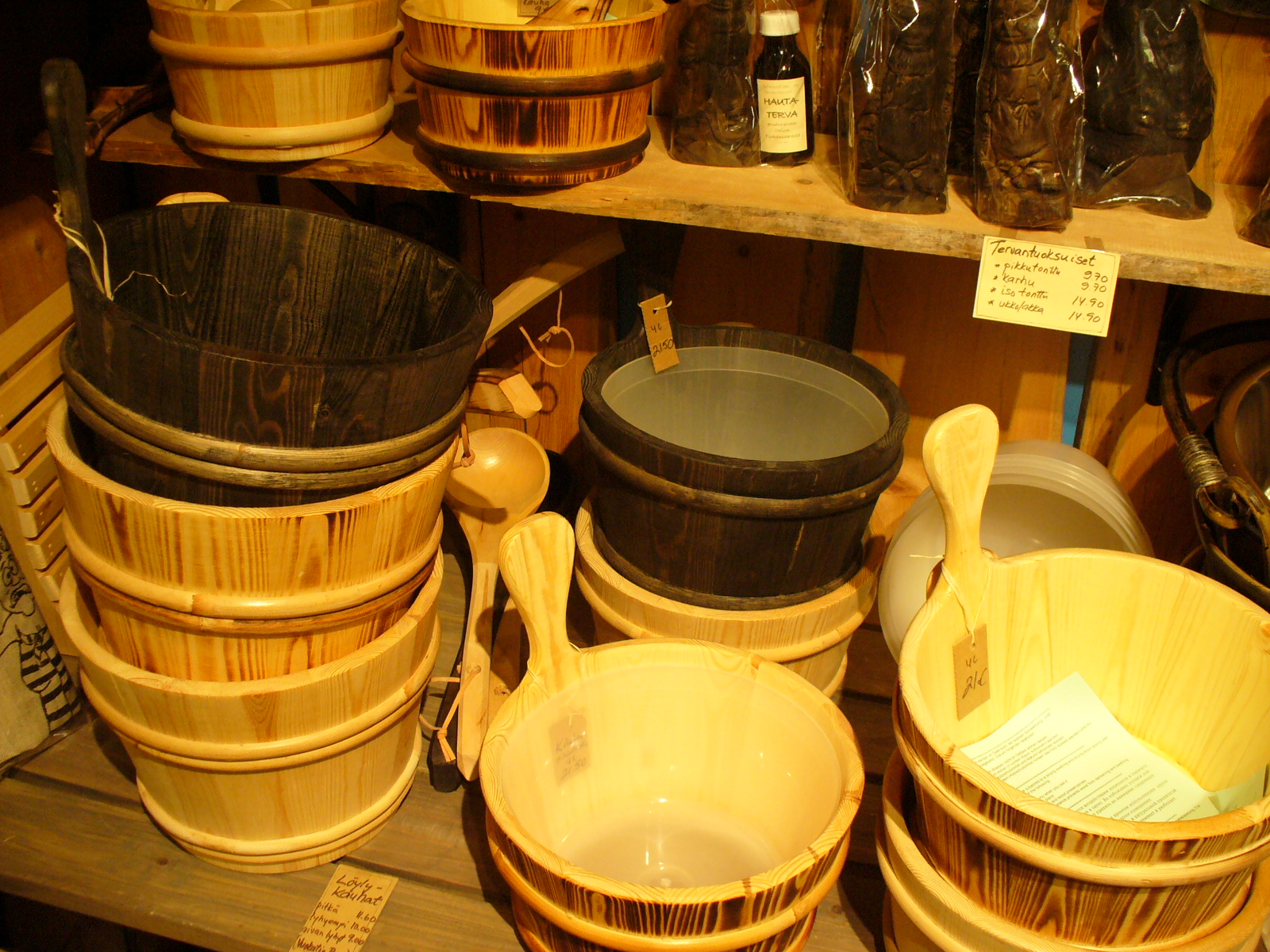
Sok hánccsal összefogott fadézsa és egy fakanál. Jobbra fent néhány alufóliába csomagolt, a terva miatt barna saunatonttu

A „szauna szíve” egy speciális, henger alakú öblös kő, amelyben sokkal több víz reked meg, így még több gőz (és magasabb páratartalom) képződik. Ezen kívül különböző duruzsoló hangokat is kibocsáthat, ami tovább emeli a szaunázás hangulatát.
A víz öntésére szolgáló két legfontosabb eszköz a dézsa és a kanál. Mindkettő lehet hagyományosan fából vagy rézből. A fadézsák különlegessége, hogy falapokból és fagyűrűkből készülnek, hánccsal összefogva, ezért megfelelő (vizet át nem eresztő) elkészítésük különleges hozzáértést igényel. Napjainkban találkozhatunk „csaló”, fával burkolt műanyag vödrökkel, amelyek úgy néznek ki, mint a hagyományos fadézsák. A vízhatlanság eléréséhez a fakanál is egyetlen fadarabból van kifaragva. A réz eszközök elkészítése egyszerűbb és ezek is hangulatosak.
Vihta vagy vasta a neve a szaunában használatos, nyírfából (koivu) készült „virgács”-szerűségnek, amivel a finnek magukat, illetve egymást csapkodják. A csapkodás tovább serkenti a vérkeringést, és fokozza a szauna egészségre gyakorolt hatását. A nyírfában lévő nedveknek is kellemes hatása lehet. A forró szaunában ez a csapkodás jó levezető tevékenység, amikor már alig bírjuk a hőséget és legszívesebben kifutnánk. A nyírfavesszővel való csapkodás helyett különleges kefékkel, dörzsölőkkel is lehet a bőr vérkeringését serkenteni. A szólás szerint „a szauna a nyírfavessző nélkül olyan, mint az étel só nélkül”.

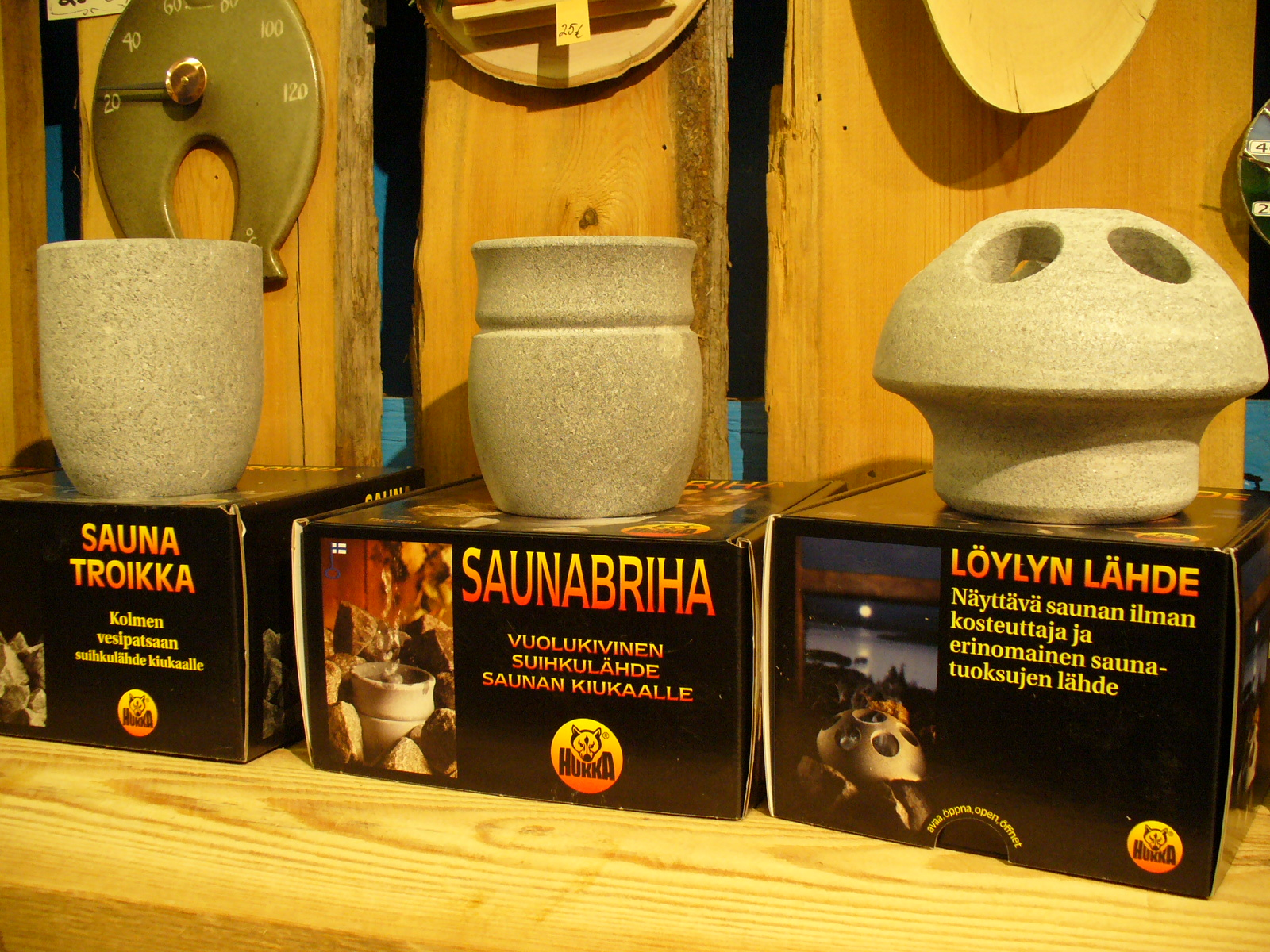
A „szauna szíve” különböző példányai

Olaj, illetve különböző kozmetikai megoldások formájában nyírfanedvet is lehet kapni, a nyírfaveszőt helyettesítendő. Illatosításra és testápolásra használhatunk különleges szauna-mézet is, amelyet két szaunázás között kell a nedves testre felkenni, bedörzsölni, majd leöblíteni. A szauna-méz csak annyiban különbözik az étkezési méztől, hogy itt az ikrásodás természetes és hasznos, ezért ez mindig beikrásodott méz. (Skandináviában a méz ikrásodása amúgy sem számít negatívumnak, mint Magyarországon, sokkal gyakoribb az ilyen méz). Lehet használni különböző, aromaterápiás céllal kapható illóolajokat is, valamint léteznek különleges szauna-illóolaj csomagok is. Ezek általában fenyő, koivu, mentol, eukaliptusz, illetve terva illatúak, vagy keverékek (például erdőillat). A terva finnül kátrányt jelent, ami Finnország hagyományos terméke. Sajátságos, fanyar illatot ad, és nagyon különleges hangulatot biztosíthat annak, aki szereti.
A terva illathoz kapcsolódóan említhetjük meg a saunatonttu-t, ami magyarra „szaunatörpének” fordítható, azonban a tonttu nem teljesen azonos a törpével, hanem inkább a troll szó írja le jobban. Ezek a szaunatonttu-k általában szintén terva illatúak.
A szaunában nem szokás törülközőre ülni, ugyanakkor – különösen a nyilvános szaunákban – a fertőzések elkerülése végett érdemes valamit használni. Kaphatóak különleges szauna-textíliák, mint például a szürke színű, hagyományos finn textília, amely 100%-ban természetes alapanyagú len textilia. Olcsóbb megoldás az ún. pefletti, speciális papírtörülköző, amely magasabb műanyagtartalmánál fogva vízállóbb, mint a hagyományos papírtörülközők.

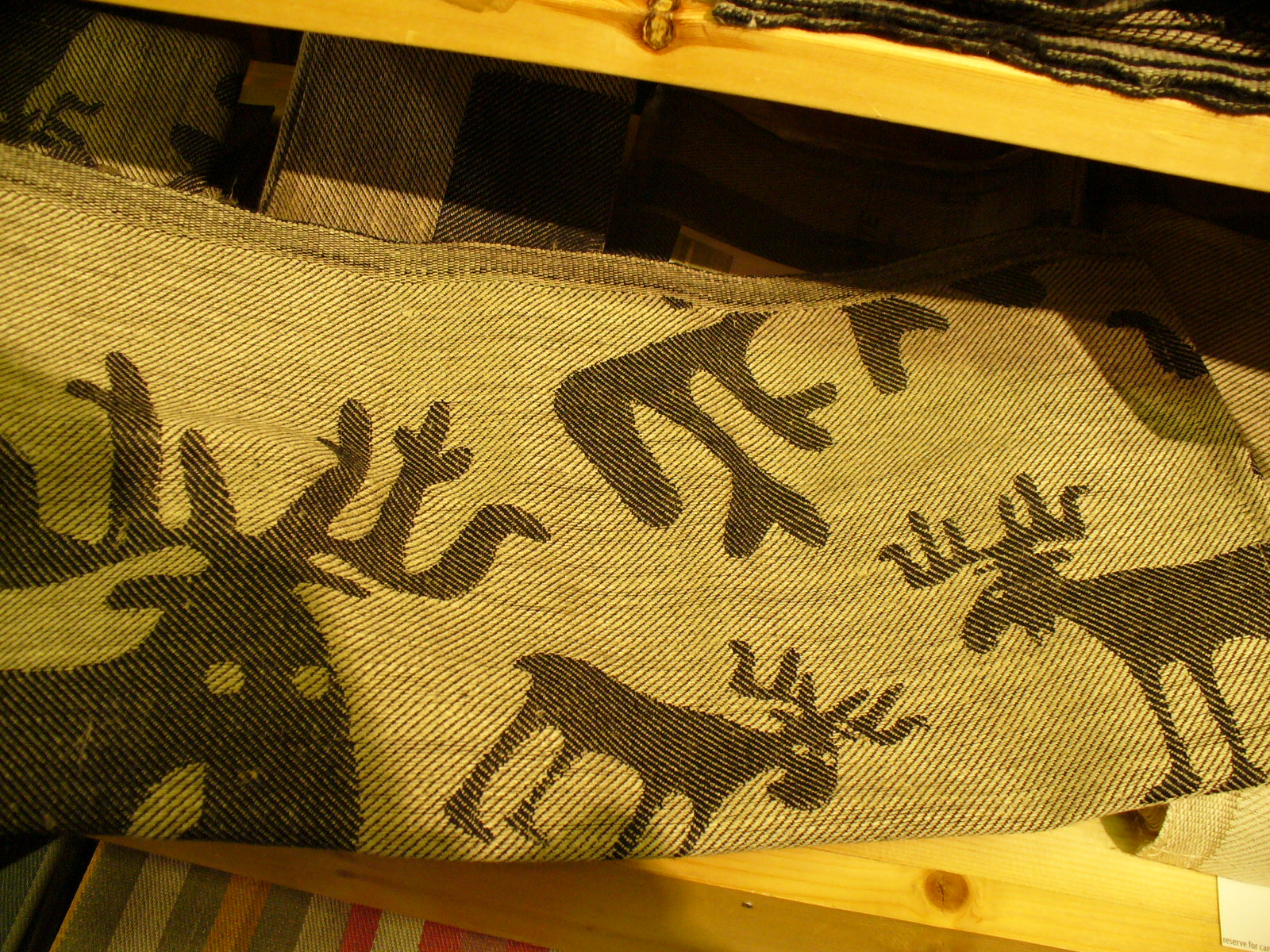
Egy rénszarvas mintás textília

A szaunában különböző berendezési tárgyak vannak. A szaunakabinhoz általában hozzátartoznak a padok, illetve padsorok, amelyek különböző magasságúak, így jobban lehet válogatni a különböző hőmérsékletek között. A padoknak van háttámlájuk, de fejtámla is kapható, ami különösen fekvéshez jó. Székek is használhatóak.
A falra hőmérő, esetleg páratartalom-mérő, illetve óra helyezhető el. Ezek gyakran „vicces” formájúak, vagy valamilyen vicces ábrát, feliratot formáznak. Ugyanígy kívülre is kaphatók különböző szauna-feliratok. A lámpa esetében is fontos lehet a biztonság, hiszen párás helyiségről van szó. Emiatt, és a hangulat emelése érdekében, lehet kapni különböző lámpavédőket. Az utóbbi időben kezd elterjedni a lámpa helyett kis izzók, illetve LED-ek alkalmazása, és egyre terjedő megoldás a plafonra a csillagos égbolthoz hasonló elrendezés kialakítása.

## A szauna egészségre előnyös hatásai

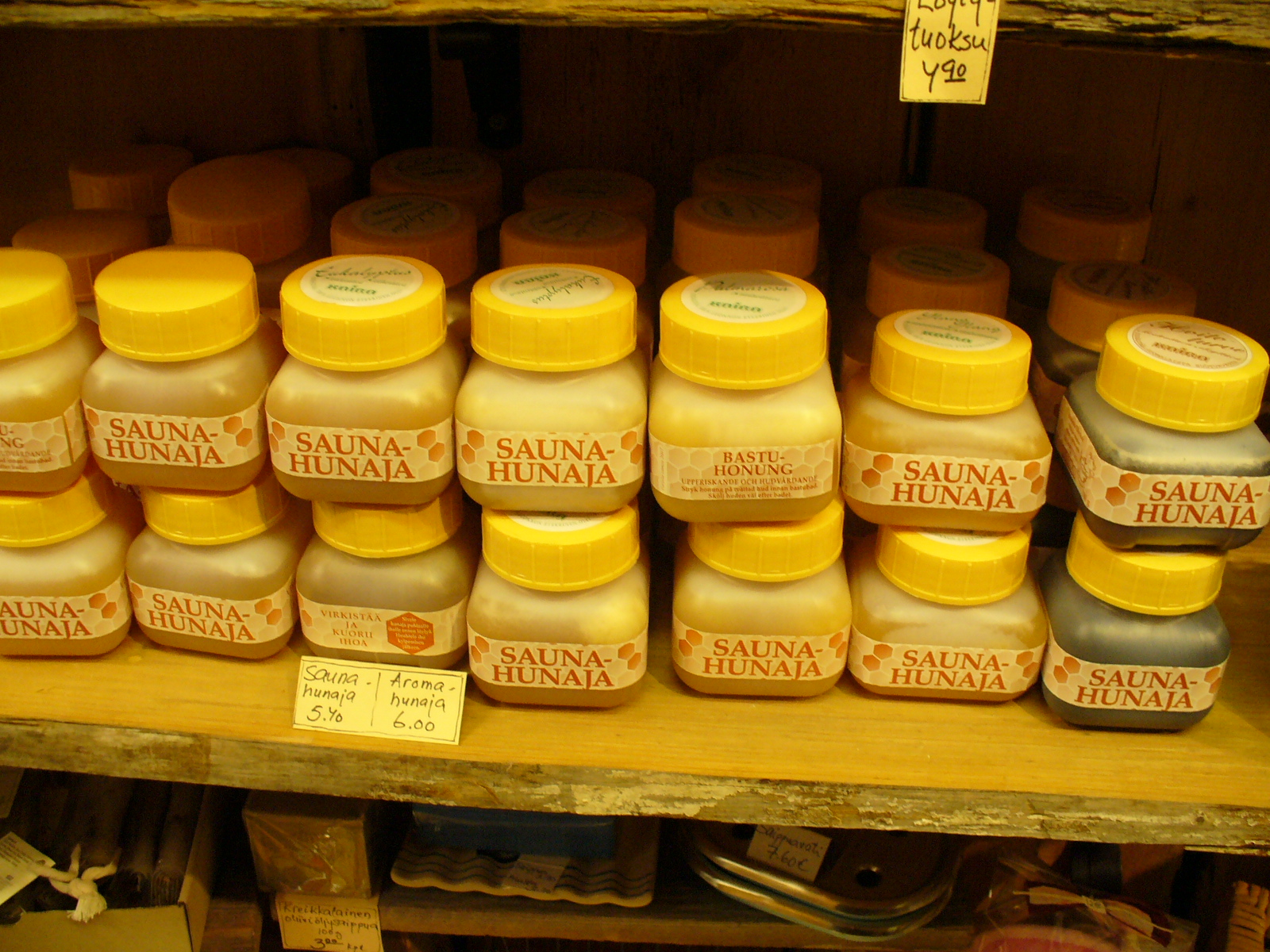
A bőr szépségét fokozó néhány natúr és illatosított szaunaméz

Bár a szauna elsősorban a mosakodás céljából alakult ki, idővel az egészséges életmód és a szórakozás egy formájává vált. Egészségre előnyös hatásai a következők:
1) A vérkeringés fizikai igénybevétele révén edzi a szívet, és javítja a vérkeringést. Ugyanakkor vérkeringési zavarokkal, és szívpanaszokkal küszködőknek vigyázniuk kell, hiszen az igénybevétel túl nagy lehet.
2) Az immunrendszer igénybevételével erősíti azt. Vigyázni kell arra, hogy közvetlenül szaunázás alatt az immunrendszer le van terhelve, így eközben a megbetegedés veszélye nagyobb.
3) Az izzadás során a szervezetből természetes úton távoznak méreganyagok, a szaunázás ezt a természetes folyamatot fokozza. Ezáltal és a hangulata által segíthet a stressz oldásában.
4) A bőrre jó hatással van, és álmatlanság ellen is jó szer, továbbá az izomláz enyhítésében is kellemes gyógymód. Sportolóknak segíthet a bemelegítésben is.
„Kismértékben orvosság, nagymértékben gyógyszer” – mondják a szaunázásról fent, északon. Finnországban például ma is sokan receptre, orvosi előírásra szaunáznak. Azt tartják, a hirtelen megnövő pára- és iontartalom serkentőleg hat az agyműködésre. Ha egy finn szívbeteg orvoshoz megy, sosem tiltják el a szaunázástól, azt azonban elmondják a betegnek, hogy módjával használja a forróságot. A hirtelen hőmérséklet-változás – a hideg, meleg folytonos változtatása – nem ajánlott a magas vérnyomásban szenvedőknek, még ha finnek is.
A különböző szaunafajták egészségügyi hatása kicsit különböző.

## Szaunafajták

### „Normál” finn szauna

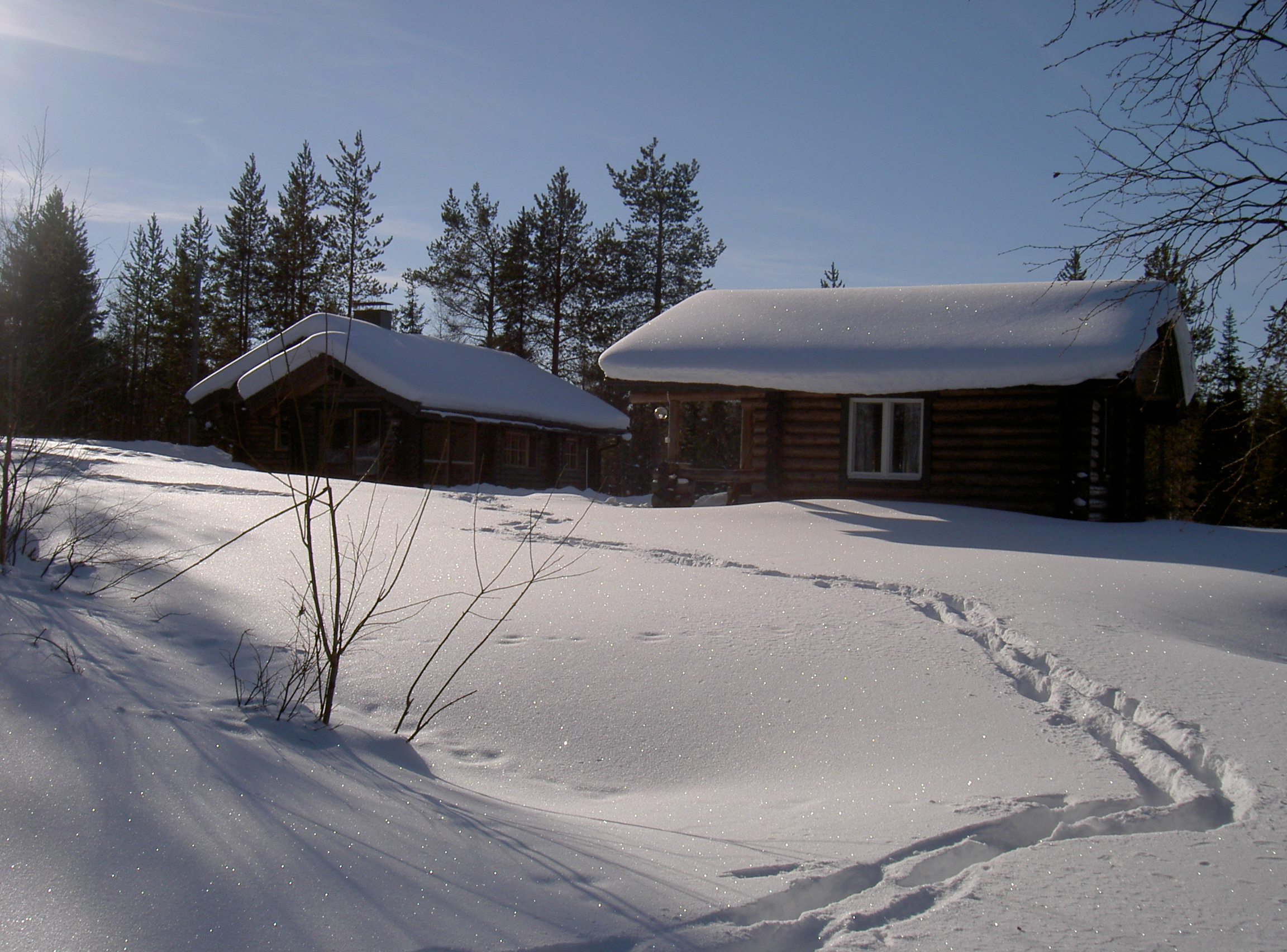
Egy modern, valószínűleg egyben legyártott finn rönkház mökki és szauna behavazva, márciusban, a Ruka közelében. A szauna a közelebbi épület

A szauna a finn vidéki házakban, nyaralókban általában nyírfafűtéses, a városi lakásokban, fürdőkben általában elektromos üzemű. A városi lakásokban általában fa lambériával kialakított kis helyiség a fürdőszobában.
A nyaraló, avagy mökki tartozéka a szauna, általában egy tó partján helyezkedik el, és egy külön kis faházból áll. A szaunázás után többnyire a tó vizét használják lehűlésre, télen ehhez lék vágása szükséges. Lehet ugyanakkor csak a havat is használni, avagy kint állni a -20-30 °C-os hidegben. Szauna után a hideg víz vagy levegő pár percig egyáltalán nem hideg, hanem kellemes.
Jelenleg kb. 2 millió szauna van Finnországban, ebből 1,2 millió magánlakásokban, a maradék a nyaralókban (mökkikben), szállodákban, uszodákban található. Ez az 5 milliós népességhez képest igen soknak számít. Az utóbbi 50 évben a gyarapodás sem kevés: 1938-ban még csak 1,5 millió szauna volt.
Legendák szólnak arról, hogy a finneknek milyen fontos a szauna. Az egyik történet szerint például az Afganisztánban állomásozó finn békefenntartóknak természetesen az egyik legfontosabb feladata a szauna létrehozása volt.
A finn exminiszterelnök, Urho Kekkonen szaunameghívását soha, egyetlen – belföldi, avagy külföldi – politikus sem merte visszautasítani. Finnország egykori első embere a legfontosabb döntéseket rendszerint a forróságban üldögélve hozta meg. A rövid, hivatalos tárgyalótermi megbeszélés után a szomszédos szaunában volt a folytatás. Öltöny, nyakkendő, cipő, zokni, alsónadrág le – kezdődhetett a politikai vita. Az igazán fontos döntések a hőségben születtek. Érdekesség, hogy Urho Kekkonen is egy szaunában született 1900-ban.
Ami az angoloknál az ötórai tea, az a finneknél a szauna: szent és sérthetetlen. Ha máskor nem, legalább egyszer egy héten, általában hétvégén szakítanak rá időt. Ha egy család egy másikat szaunázni hív, az többnapos együttlétet jelent. Szombat délután 5-6 órára felfűtik a szaunahelyiséget, és kezdődik a többórás lazító, pihentető családi program. Mellé állandó kísérő a sör virslivel. Lenkkimakkara – ha ezt egy finn meghallja, összefut a szájában a nyál, mert a szaunázás utáni és közbeni eszem-iszomot jelenti.
A finn gyerekeket korábban a szaunában való viselkedésről a templomban való viselkedéshez hasonló módon tanították. A szauna az emberek életét végigkísérte, központi, „szent” hely volt számukra. Általában szaunában születtek és halottaikat is ott ravatalozták fel.

### Füstszauna

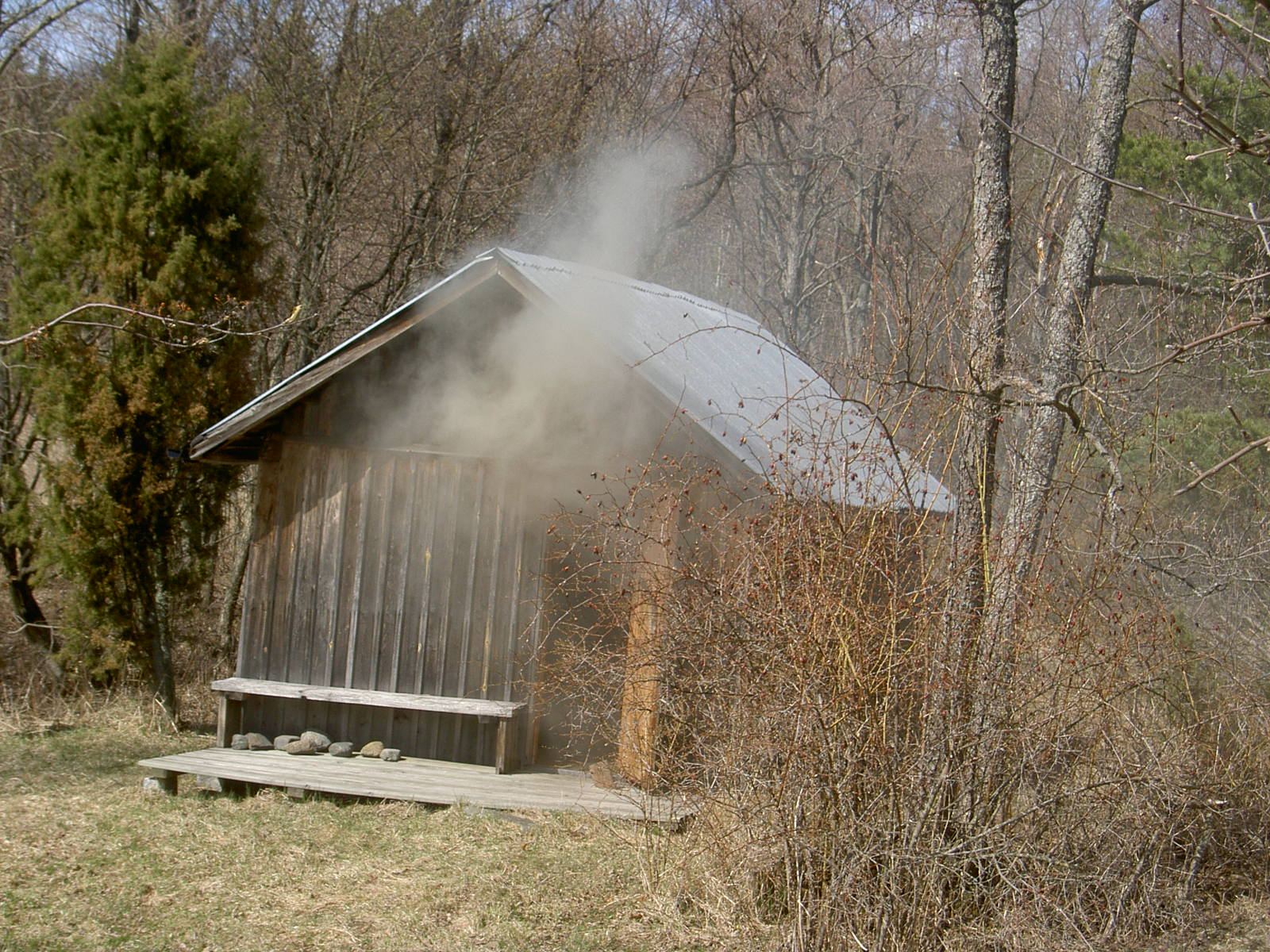
Száz évesnél is régebbi füstszauna egy mökkiben Uusikaupunki szigetvilágában

A füstszauna szinte minden esetben egy külön kis faház, amelyben egy tűzhely található, azonban nincs kémény. Szaunázás előtt a tűzhelyen be kell fűteni, általában nyírfával, és a füst a helyiségen keresztül az ajtón távozik. A szaunázást akkor lehet megkezdeni, amikor 3-4 óra múlva a tűz már nem füstöl, legfeljebb parázslik. A helyiség belseje, a padok, a gerendák tele vannak korommal, amire ügyelni kell leüléskor. Ugyanakkor ez a korom nem piszok, sőt, ellenáll a baktériumok megtelepedésének. A füst és a korom jellegzetes illatot ad a szaunának, ami érdekes légkört teremt. A füstszauna orvosilag semmiképpen nem egészségesebb a normál szaunáknál a füst miatt, de nem is különösen egészségtelen. Természetesen a füstmérgezés veszélye miatt óvatosnak kell lenni.
A füstszaunában sokszor egy kondér van a tűzhely fölött, ami már a befűtéskor bemelegít egy nagy adag vizet. Ez mosakodásra használható, illetve a forró víz nem hűti ki annyira a köveket és kialudt tűz mellett is sokáig lehet gőzöltetni. Ugyanakkor ez az elrendezés a szauna eredeti funkciójából is adódik: eredetileg a füstszaunák egy helyiségből álló kis házacskák voltak, ahol ebben a kondérban mosakodtak is.
Más szaunafajtákhoz képest a füstszauna a hagyományos hangulata miatt terjedt el, illetve Finnország egyes vidéki településein egyszerűen ez van, és ez is jó. A szállodákban, élményfürdőkben pedig érdekes egzotikumnak számít a külföldi vendégeknek.

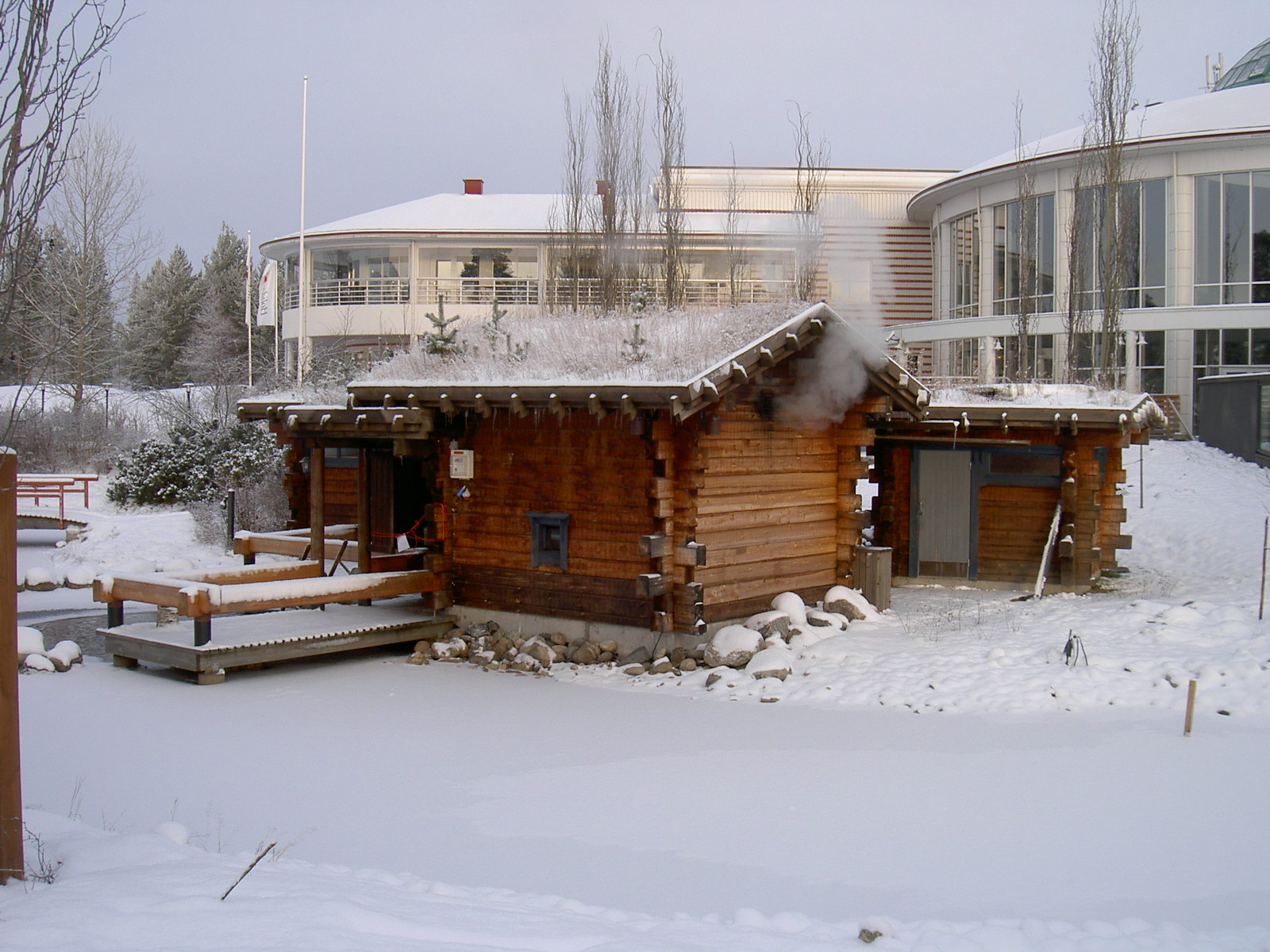
A vuokatti füstszauna hátulról, amint a füst kiszáll a szelelőnyíláson
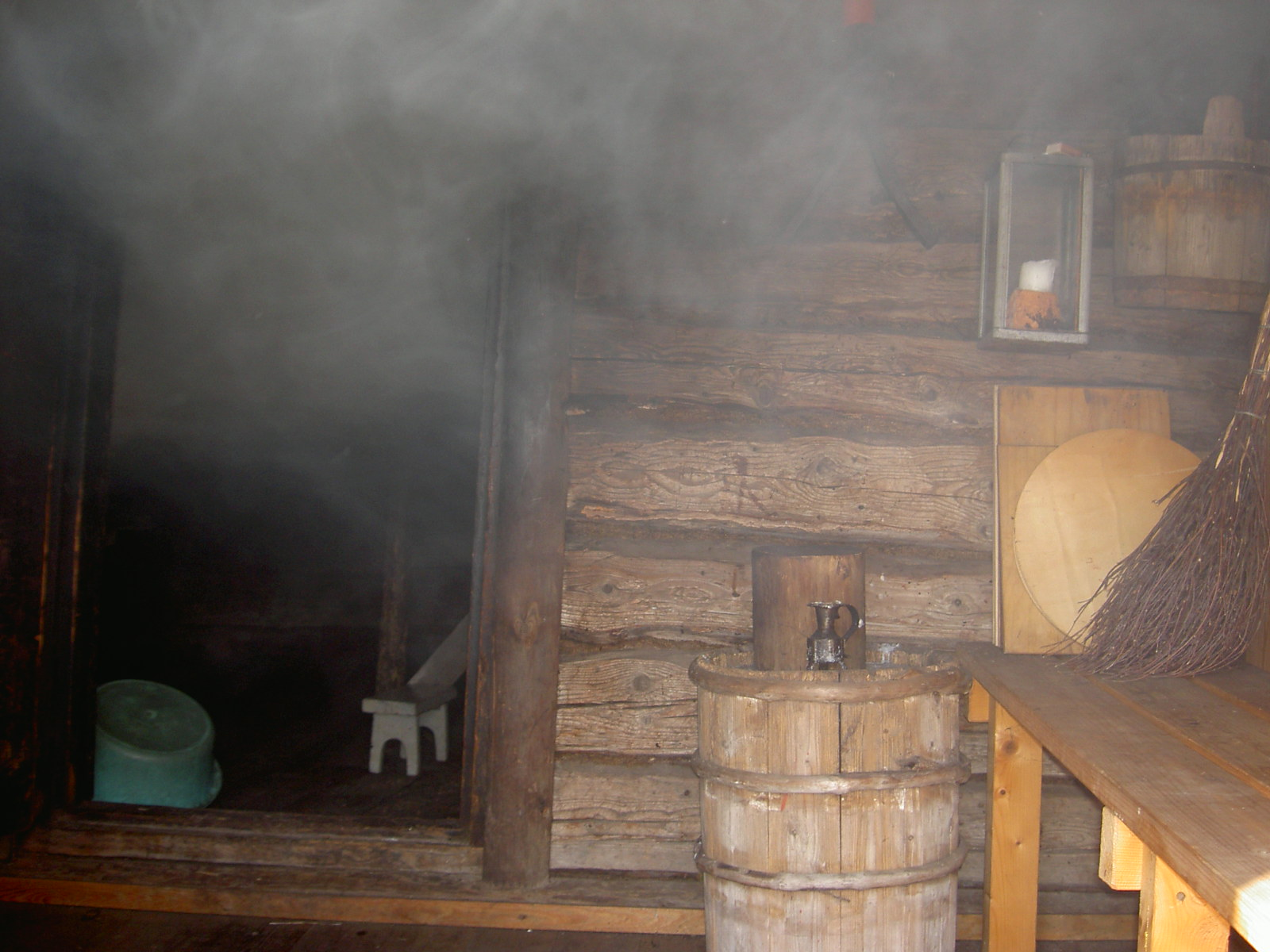
Az uusikaupunki szauna közelebbről
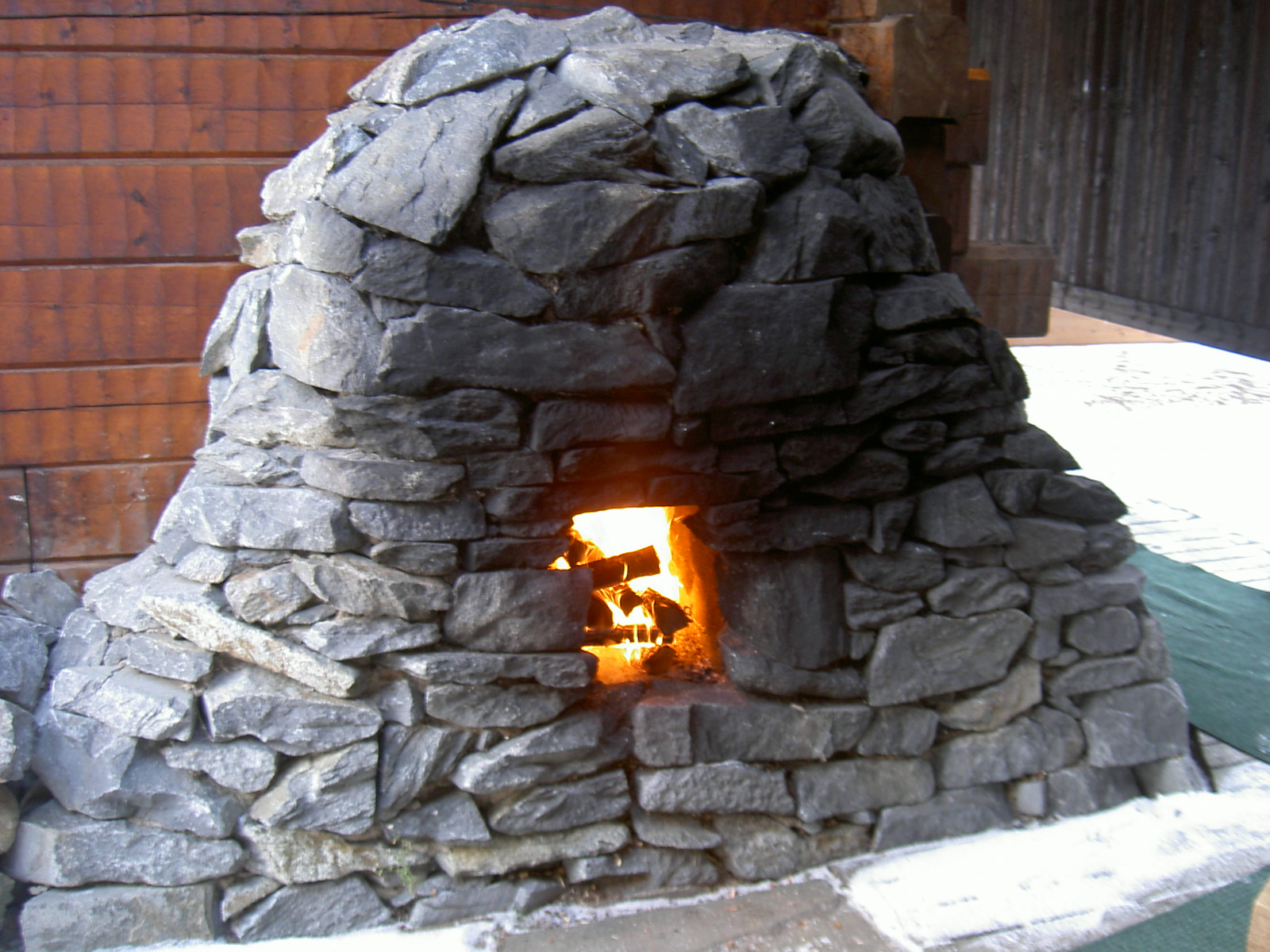
A vuokatti füstszauna külső fűtése. Ez egy kereskedelmi megoldás, de a füst a helyiségen átmegy, és megteremti a tipikus illatot, kormos környezetet

### Infraszauna

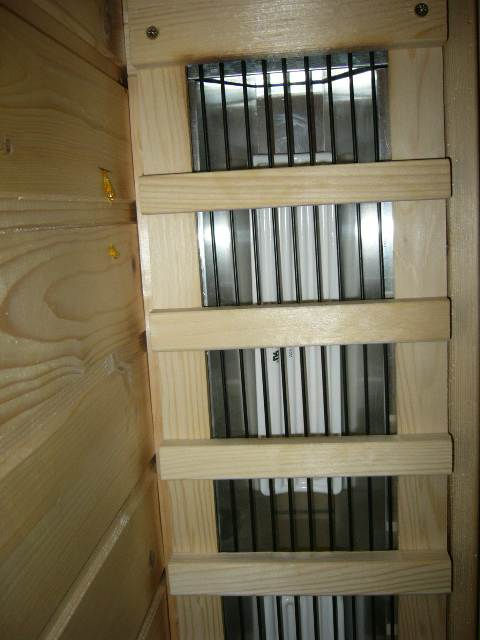
Infra-szauna fűtőeleme

Az infraszauna esetében az elektromos vagy fa kályha helyett infrasugarakkal melegítik fel a helyiséget. Az infrasugarak a láthatatlan fény tartományhoz tartoznak, 2-25 mikrométeres hullámhosszon.  Mélyen behatolnak a szervezetbe és belülről-kifelé felmelegítik azt. Az erek kitágulnak, folyamatossá téve a vérkeringést, felgyorsul az anyagcsere, növekszik a szervezet ellenálló képessége. A felesleges és káros anyagok a verítékkel együtt távoznak a sejtaktiválás és vérkeringés által előidézett anyagcsere-folyamat közben.
A normál szaunához képest eltérő működésből fakadóan vannak különbségek a hatásában is (ld. a Szauna és egészség szakaszt).
1) Az infraszauna alacsonyabb hőmérsékleten működik, ami kellemesebb bent tartózkodást jelent.

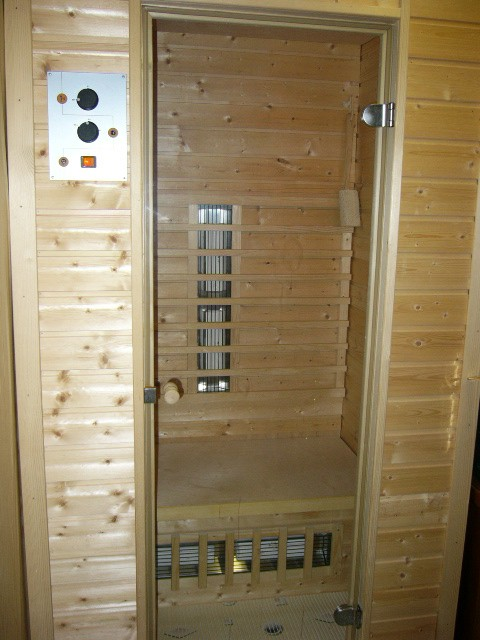
Infraszauna

2) 30 perces használata 300 kalória veszteséget jelent. A normál szaunához képest használata az alakot jobban átformálja, az izomzat lazításában hatékonyabb, a nyirokfolyadék intenzív keringetésével jobban serkenti az alakformálást. Emiatt fogyókúra szempontjából jobb.
3) Látványos hatása van a bőrre, pórustisztító és sejtregeneráló hatásának köszönhetően.
4) Az izzadás mennyisége kb. háromszorosa a hagyományos szaunáénak, 20-60 szoros méregtelenítő potenciállal rendelkezik és 3-7-szer nagyobb mennyiségű nem vízjellegű összetevő található a kiizzadt verejtékben.
Az infraszauna egyik legfontosabb része a fűtőegység. A régebbi, kerámia típusú betétek felfűtési ideje – felépítéséből adódóan – hosszabb, a sugárzó felülete jóval kisebb mint a legmodernebb szénalapú fűtőbetéteké. Ezek a szénalapú betétek, a nagy felületük miatt, jóval alacsonyabb felületi hőmérsékleten működnek. Így a szénalapú betétek alkalmazása biztonságos, akár meg is érinthetjük működés közben. A kerámia betéteknél ez nincs így, azok valóban forróak. (ezért szoktak védőrácsot használni, a képeken is láthatóak ezek).
Vannak olyan infraszaunák, melyek fűtőegységei rendkívül szűk hullámhosszúságú (9,4 mikron) infrasugarakat bocsátanak ki. A napból jövő "melegítő" sugarak is pontosan ekkora hullámhosszúságúak. Ezeket az infraszaunákat napsugárszaunáknak hívjuk. Tehát minden napsugárszauna infraszauna, de nem minden infraszauna napsugárszauna.
A napsugárszauna sokkal hatékonyabb, kevesebb áramot fogyaszt, mivel a felhasznált elektromos energiának 97%-a a melegítő sugarak előállítására fordítódik. A szénalapú fűtőegységek gyártásával sikerült ezeket a legmodernebb napsugárszaunákat előállítani.

### Mobil szaunák, érdekességek
A szaunáknak természetszerűen létezik mobil változata is. Ezek a szaunabusztól, a szauna-teherkocsin, szauna-vonaton át a szauna-hajóig terjednek.
- A szauna hajó a Larsmo tavon üzemel, Finnországban.
- A szauna vonatok a második világháború orosz frontján működtek, amikor mosakodásra és sebellátásra is használták őket.

Léteznek ezen kívül olyan furcsaságok is, mint szauna-motorbicikli és a MIR űrállomáson üzemeltetett szauna. Ezek közül az elsőnek felsorolt változatok nyilvánvalóan viszonylag „igazi” kiváltói lehetnek egy szaunának, míg az utóbbiak inkább érdekességek.
A Finn Szauna-Szövetség a honlapján elég elítélően ír bizonyos „mobil szaunákról”:
„A finnek általában elítélnek minden fajta olyan izzasztó eszközt, aminek semmi köze a szaunához, de ilyen néven árusítják őket. Az ilyen utánzatoknak változatos a köre: a műanyag izzasztó nadrágtól a nyakon összecipzározható, és TV nézés közben a szobában viselhető zsákokig.”

## Gőzfürdő és szauna

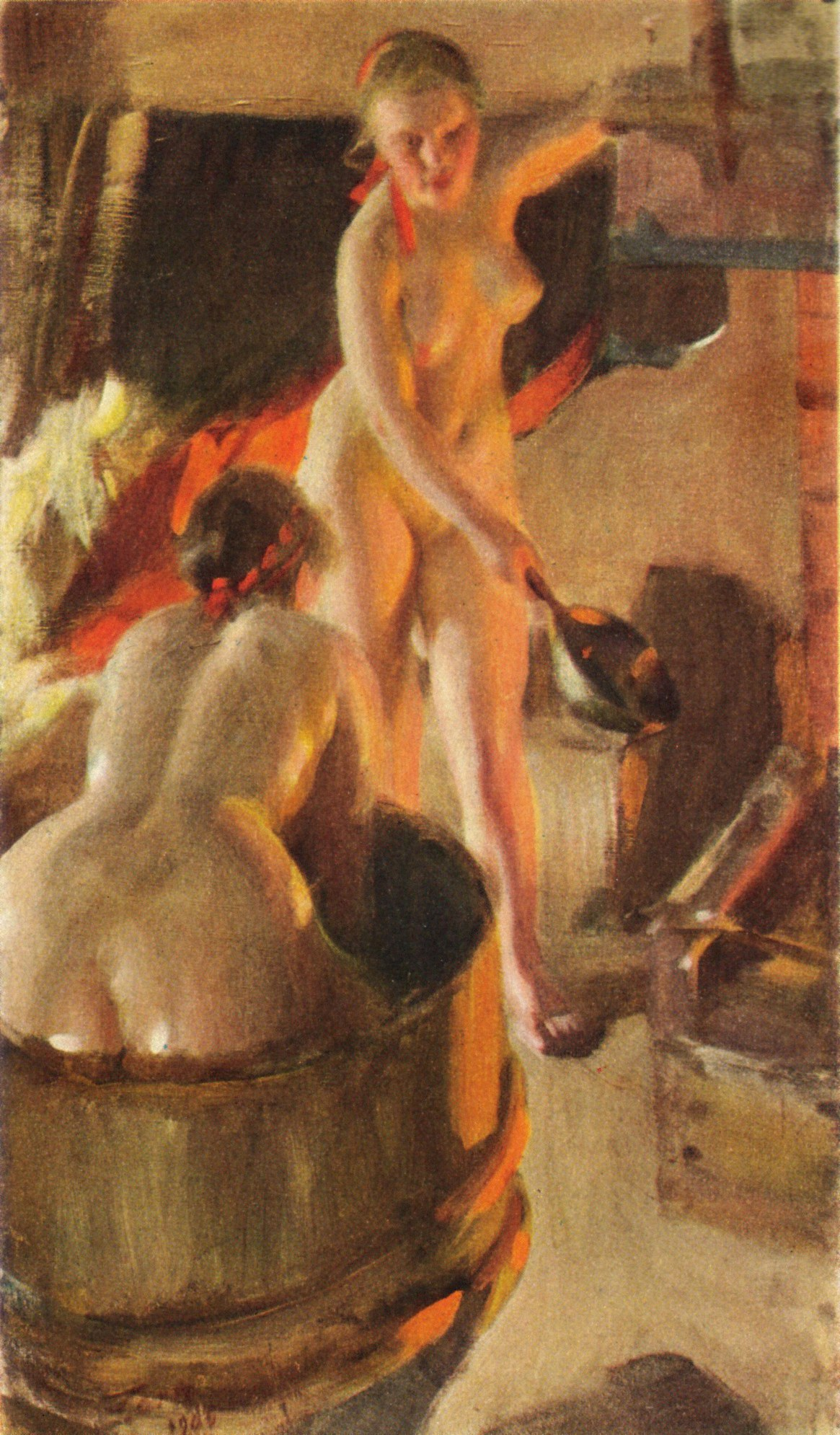
Anders Zorn festménye a szaunáról

A gőzfürdő és a szauna nagyon hasonló. A szaunában (amit száraz gőznek is szoktak nevezni) jóval magasabb a szokásos hőmérséklet (körülbelül 80-90 °C), a relatív páratartalom pedig sokkal alacsonyabb (körülbelül 30%-os), mint a gőzfürdőben, ahol 40-60 °C van, viszont a relatív páratartalom akár a 80%-ot is elérheti. A szauna erősen, a kevésbé forró, nedves gőz kíméletesebben izzaszt. Jótékony hatásuk hasonló, mindenki aszerint válasszon közülük, melyikben érzi jobban magát. Gőzfürdőzésre sajnos kevés helyen (leginkább a gyógyfürdőkben) van lehetőség, bár már léteznek többfunkciós szaunakabinok is, amelyek száraz és nedves gőz előállítására egyaránt alkalmasak.
A finn élményfürdőkben a szauna-részlegen ezek sokszor egymás mellett találhatóak, például „hagyományos finn szauna”, „ír szauna” és „török szauna” néven, ahol ez utóbbiak már inkább gőzfürdők.

## Idézetek
Annikki, a szépnevű szűz, titkon felfűti a fürdőt

szél tördelte száraz ággal, villám vágta faforgáccsal.

Zúgóból kerít köveket forró gőz fakasztásához.

Vizet visz a friss forrásból, csörgedező csermelyekből.

Virgácsot vág a berekben, nyírvesszőt nyes a ligetben,

fonnyasztja finom virgácsát forró kő fehér gőzében.

Tejszínű lágy lúgot kever, füvekből főz szappanlevet,

gyöngyöző, gyönyörű habot, illatosat, balzsamosat,

férfi miben fejét mossa, csupasz testét csutakolja.

Kalevala, Tizennyolcadik ének, Rácz István fordítása

...Édesanyám, drága dajkám!

Bár vélem úgy bántál volna, megszülvén nem szántál volna,

hagytál volna forró füstben! Szaunádat szorosra zárva

bár ott veszejtettél volna!... 

Kalevala, Harmincötödik ének, Rácz István fordítása

Forróra fűti szaunáját, kemencéjének köveit

fűti fával, szép tisztával, folyó hordta hasábokkal.

Vizet visz titkon takarva, virgácsot vág rejtegetve,

virgácsát párán puhítja, levelét gőzön lágyítja.

Majd fodorít finom párát, gerjeszt mézédes gőzfürdőt,

vizet loccsant a kövekre, forró kemence kövére,

mondja mellé mondókáját, szent szavakkal szól a szája:

,,Jőj le jó Uram, e gőzbe, szállj le a forró fürdőbe,

adj épséget, egészséget, testi-lelki békességet.

Oltogasd a szent szikrákat, szórjad szét a szent pernyéket!

Ha a gőz felette forró, fújd el messze a gonosz gőzt,

fiaid ne fojtogassák, gyermekeid ne gyötörjék.

Mind a víz, mivel megönröm fürdőmnek forró köveit,

váljon mindjárt édes mézzé, vagy változzon árpalévé.

Mézes folyó folydogáljon, csergedezzen méhsör csermely

kemencém kormos kövéről, fürdőm füstös falairól.

Kalevala, Negyvenötödik ének, Rácz István fordítása

## Lásd még
- gőzfürdő
- aromaterápia
- relaxáció
- jakuzzi

## Külső hivatkozások
- szauna.lap.hu Linkgyűjtemény
- www.szaunazas.hu – Átfogó cikkek, információk és tanácsok szaunázáshoz
- Az infraszaunáról Archiválva 2005. augusztus 26-i dátummal a Wayback Machine-ben
- Virtual Finnish Sauna
- The Finnish Sauna Society